# Sienno (województwo lubuskie)
Sienno (niem. Seefeld) – wieś w Polsce położona w województwie lubuskim, w powiecie słubickim, w gminie Ośno Lubuskie, w odległości ok. 5,5 km na zachód od Ośna Lubuskiego.
W latach 1975–1998 miejscowość położona była w województwie gorzowskim. Do 14 stycznia 1976 w gminie Rzepin.
W miejscowości działało państwowe gospodarstwo rolne podległe pod Zakład Rolny Radów wchodzący w skład Lubuskiego Kombinatu Rolnego Rzepin.
Miejscowość położona jest na drodze lokalnej Radów – Ośno Lubuskie.

## Historia
Wieś powstała w II poł. XIII wieku. Kościół powstał na początkach XVI w., o czym świadczy szczyt wschodni z charakterystyczną dekoracją maswerkową w "ośli grzbiet". W latach 80. XVIII w. kościół został przebudowany. Wówczas dobudowano kruchtę, otynkowano ściany, wykonano dekorację wieży i zmieniono kształt otworów okiennych. We wnętrzu wbudowano empory i ufundowano wyposażenie. Podczas tych prac przerobiono XVII-wieczny ołtarz główny na ołtarz ambonowy. Pracę tę wykonał rycerz Henze ze Słońska. Niewielkie zmiany wprowadzono również w kościele w poł. XIX w. Po II wojnie światowej kościół został przejęty przez katolików i ponownie konsekrowany 22 IV 1957 r. W latach 70. XX w. zmieniono ołtarz i podbito stropy. 

## Zabytki
Do wojewódzkiego rejestru zabytków wpisane są:
- kościół filialny pod wezwaniem Matki Boskiej Ostrobramskiej, powstały w początkach XVI wieku, styl późnogotycki z elementami barokowymi wieży
- dwór, obecnie dom nr 33, z końca XIX wieku.